# 静かなる男
『静かなる男』（しずかなるおとこ、原題: The Quiet Man）は、アイルランドの作家モーリス・ウォルシュの短編小説を原作とする1952年に公開されたアメリカ映画。

## 概要
監督ジョン・フォード、主演ジョン・ウェインのコンビによる名作人情喜劇。アメリカを離れて自分のルーツであるアイルランドに移り住む主人公ショーン・ソーントンには、アイルランド移民の子であるジョン・フォード自身の郷愁がこめられている。ヴィクター・ヤングの音楽と、ロケーションによる詩情豊かなアイルランドの大自然もみどころである。撮影はアイルランド西部、ゴールウェイ県とメイヨー県の境にあり、コリブ湖やアッシュフォード城も近くにあるコングの村で行われた。
アカデミー賞（第25回）には7部門でノミネートし、うち監督賞、カラー撮影賞の2部門を受賞した。作品賞でも本命「真昼の決闘」に次ぐ対抗作と見なされたが、有力2作の間隙をぬう形で「地上最大のショウ」が受賞する結果になった。

## ストーリー
アイルランド系アメリカ人の青年ショーン（ジョン・ウェイン）は、生まれ故郷であり幼少期をすごした、アイルランドの小さな村イニスフリーを訪ね、居を構える。最初は奇妙がられていたものの、誠実で逞しく気のいい青年は、たちまち街の人々の人気者となる。
ショーンはやがて隣のダナハー家の勝気な村娘メアリー・ケイト（モーリン・オハラ）と恋仲になる。しかし粗暴でひねくれ者の兄レッド・ウィル（ヴィクター・マクラグレン）はショーンを気に入らず、二人が結婚した後も持参金を持たせなかった。それはアイルランドの風習では恥に値することであったが、アメリカ育ちのショーンには理解できない。
メアリー・ケイトに背中を押され、とにかくも説得を試みようとするショーンをレッド・ウィルは挑発し、決闘をもちかける。しかしショーンは拒絶する。ショーンはかつてアメリカでプロボクサーをしていた頃、試合で相手を殴り殺してしまったことがあり、二度と金のために暴力は振るわないと誓っていたのだ。
しかしそれは、やはりアイルランドの気質からは外れたものであり、愛しながらも夫の臆病さを恥じたメアリー・ケイトは、とうとう新居を出ていってしまう。
これ以上彼女に恥をかかせるな、という友人らの忠告に、いよいよ覚悟を決めたショーンは、メアリー・ケイトを力ずくで連れ戻し、レッド・ウィルと決闘する。街中の人々が取り囲み、やんやと騒ぎたてる中で、男2人の激しい殴り合いが続く…。
その晩、拳で理解しあった2人は、肩を組んでメアリー・ケイトの待つ新居へ戻り、黒ビールで乾杯するのであった。

## キャスト
| 役名                         | 俳優                       | 日本語吹替   | 日本語吹替                                                                  |
| 役名                         | 俳優                       | フジテレビ版 | VOD版                                                                       |
| ---------------------------- | -------------------------- | ------------ | --------------------------------------------------------------------------- |
| ショーン・ソーントン         | ジョン・ウェイン           | 小林昭二     | 堀内賢雄                                                                    |
| メアリー・ケイト・ダナハー   | モーリン・オハラ           | 寺島信子     | 魏涼子                                                                      |
| ミケリーン・オグ・フリン     | バリー・フィッツジェラルド | 永井一郎     | 魚建                                                                        |
| ピーター・ロナガン牧師       | ワード・ボンド             | 大宮悌二     | 沢木郁也                                                                    |
| "レッド"・ウィル・ダナハー   | ヴィクター・マクラグレン   | 雨森雅司     | 廣田行生                                                                    |
| サラ・ティラン               | ミルドレッド・ナトウィック |              | 日野由利加                                                                  |
| ダン・トビン                 | フランシス・フォード       |              | 真木駿一                                                                    |
| エリザベス・プレイフェア夫人 | アイリーン・クロウ         |              |                                                                             |
| シリル・プレイフェア牧師     | アーサー・シールズ         |              |                                                                             |
| オーウェン・グリン           | シーン・マクローリー       |              |                                                                             |
| イグナティウス・フィーニー   | ジャック・マッゴーラン     | 八代駿       |                                                                             |
| ダーモット・フェイ           | ケン・カーティス           |              | 大西弘祐                                                                    |
| その他                       | N/A                        |              | 豊富満 喜代原まり 高坂宙 岡井カツノリ 窪田吾朗 宮崎敦吉 小若和郁那 松川央樹 |
|                              |                            |              |                                                                             |
| 演出                         |                            |              | 高橋正浩                                                                    |
| 翻訳                         |                            |              | 税田春介                                                                    |
| 制作                         |                            |              | ニュージャパンフィルム                                                      |

- フジテレビ版：初回放送1974年5月31日『ゴールデン洋画劇場』
- VOD版：U-NEXTで配信・初公開2017年9月16日 スターチャンネル3[3]

## 主な受賞歴

### アカデミー賞
受賞
アカデミー監督賞 - ジョン・フォード
アカデミー撮影賞 (カラー部門) - ウィントン・C・ホック、アーチー・スタウト
ノミネート
アカデミー作品賞 - ジョン・フォード、メリアン・C・クーパー
アカデミー助演男優賞 - ヴィクター・マクラグレン
アカデミー美術賞 (カラー部門) - フランク・ホテリング、ジョン・マッカーシー・ジュニア、チャールズ・S・トンプソン
アカデミー録音賞 - ダニエル・J・ブルームバーグ

### ゴールデングローブ賞
ノミネート
監督賞 - ジョン・フォード
作曲賞 - ヴィクター・ヤング